# West Ravendale
West Ravendale – osada i civil parish w Anglii, w Lincolnshire, w dystrykcie (unitary authority) North East Lincolnshire. W 2001 roku civil parish liczyła 18 mieszkańców.